# Campionato mondiale di polo
Il Campionato mondiale di polo (in inglese: FIP World Polo Championship) è la massima competizione internazionale di polo per squadre nazionali organizzata dalla Federazione Internazionale Polo (FIP).
Fondato nel 1987 da un'idea di Marcos Uranga, fondatore della FIP, con l'intento di espandere la conoscenza dello sport del polo a livello mondiale, il torneo viene disputato di norma con una cadenza triennale e le rappresentative nazionali partecipanti devono disporre di un handicap totale da un minimo di 10 ad un massimo 14 gol. Per questo motivo, a differenza di altri sport, i migliori esponenti del polo non possono prendere parte alla competizione perché giudicati con un handicap di gol troppo elevato.

## Storia

### Antefatti

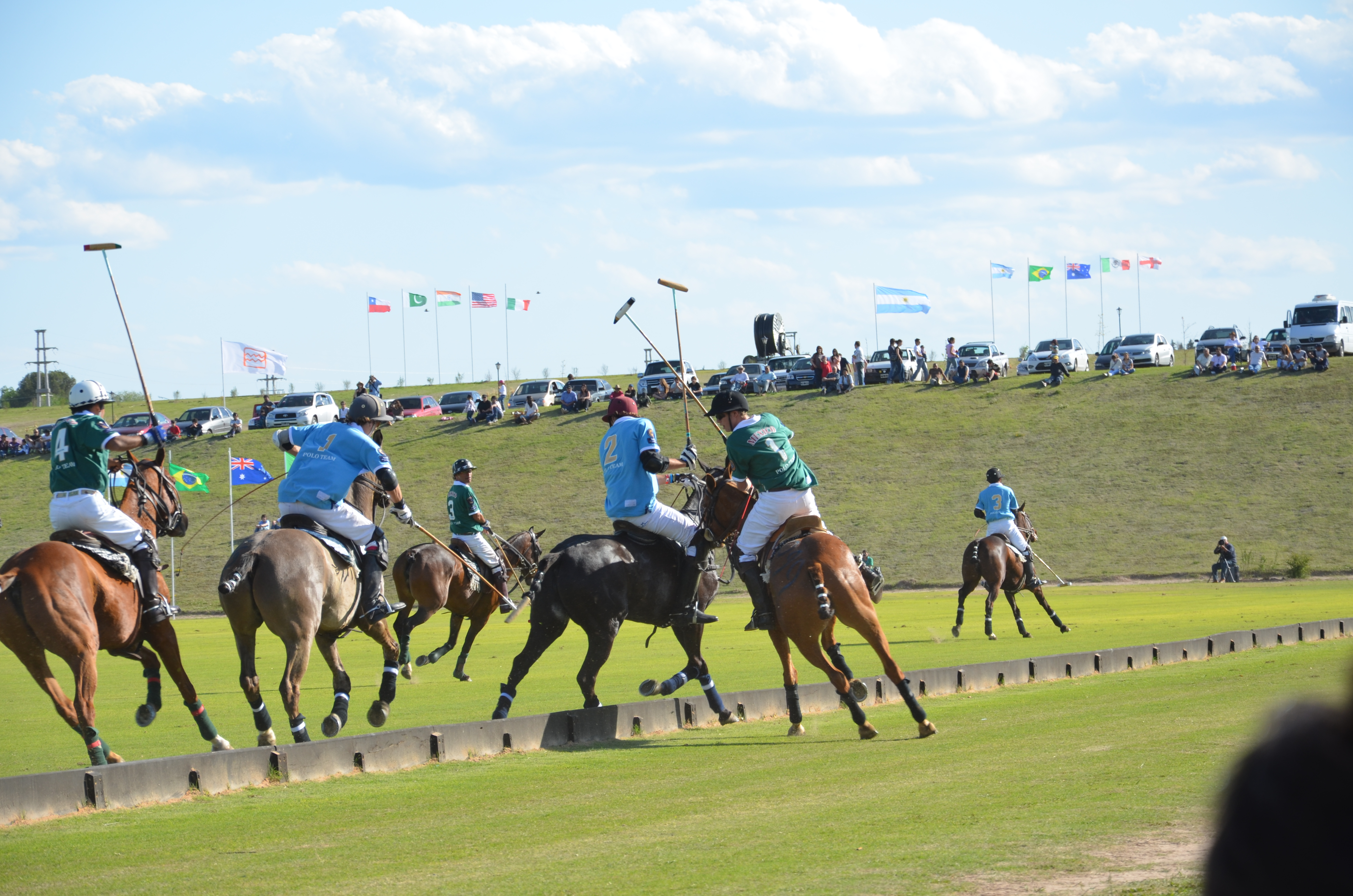
Un match del Campionato mondiale di polo 2011 in Argentina.

Sebbene il polo sia uno sport molto antico, risalente alla prima metà del XIX secolo, il Campionato mondiale è un torneo relativamente nuovo. Prima di esso la competizione più importante era quella dei Giochi olimpici, dove la disciplina fu presente dall'edizione del 1900 a quella del 1936.
Dopo la fondazione della Federazione internazionale nel 1982, affinché venisse riconosciuta dal Comitato Olimpico Internazionale (CIO) il polo doveva raggiungere parametri internazionali standard analoghi alle altre discipline sportive. Una di queste regole era quella di disporre di un campionato mondiale; fu così che nel 1987 si tenne la prima edizione del FIP World Polo Championship a Buenos Aires in Argentina, nella città in cui era stata fondata la Federazione e nel Paese che possedeva uno dei tornei di polo più competitivi a livello globale.
La FIP, ben conscia delle disparità di livello tra i giocatori delle varie federazioni del resto del mondo, dispose un handicap totale da un minimo di 10 gol ad un massimo di 14 per le singole rappresentative al fine di sopperirne le divergenze. Per annullare il fattore dei polo pony, l'organizzazione escogitò l'idea rivoluzionaria di assegnare le rispettive redini dei 28 cavalli mediante sorteggio.

### Il Campionato mondiale

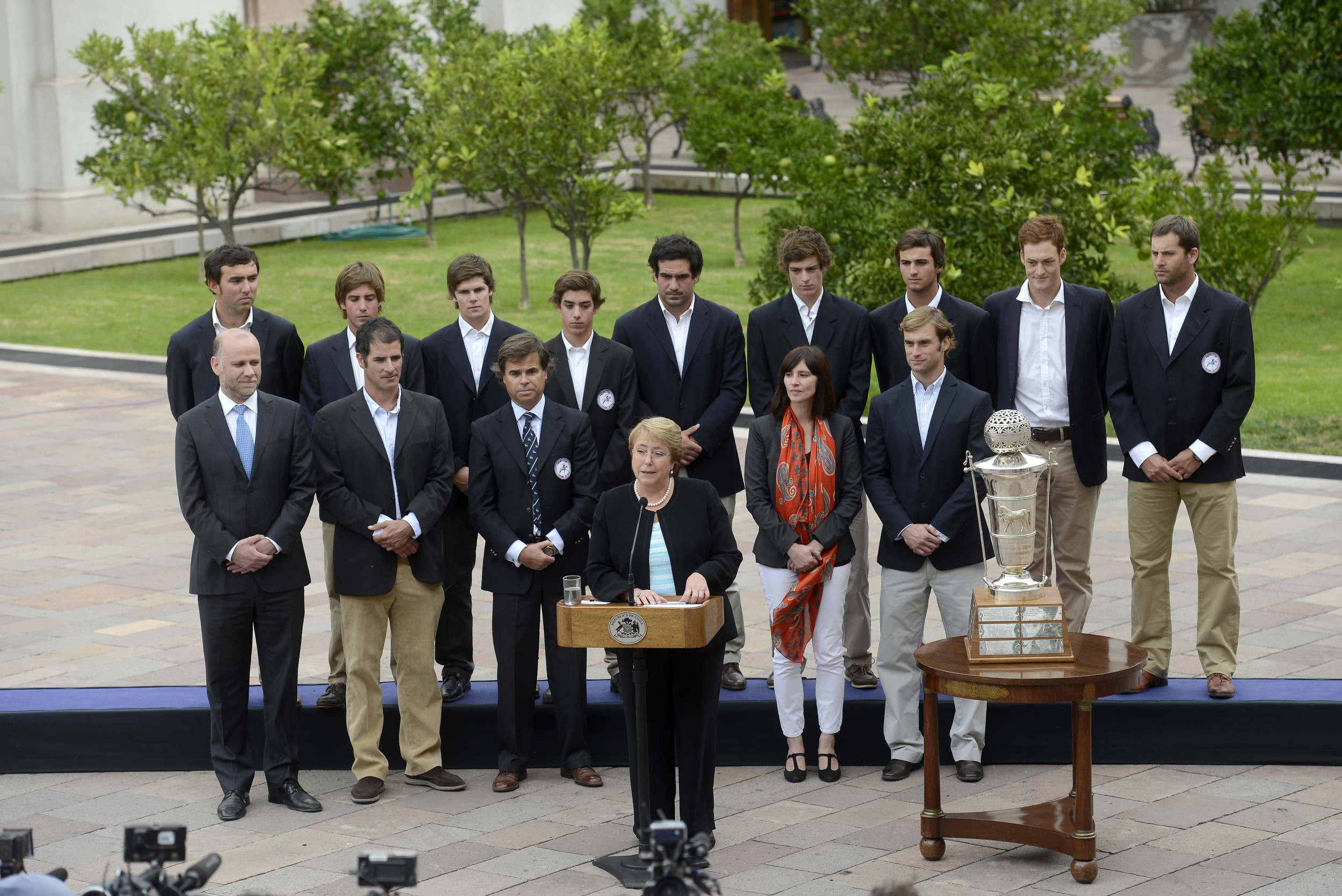
Il 15 aprile 2015 al Palacio de La Moneda, il ministro Álvaro Elizalde e il presidente Michelle Bachelet ricevono la Nazionale cilena campione del mondo.

La prima edizione del campionato mondiale si tenne a Buenos Aires, in Argentina, con le rappresentative nazionali provenienti da: Argentina, Australia, Brasile, Messico e Spagna. La finale tra Argentina e Messico finì in pareggio, tuttavia, fu l'Argentina ad aggiudicarsi il torneo grazie al maggior numero di vittorie durante la prima fase.
Nel 1989 otto squadre nazionali disputarono la seconda coppa del mondo al Maifeld Stadium di Berlino in Germania, lo stadio che era stato sito dell'ultima apparizione del polo ai Giochi olimpici; in finale gli Stati Uniti sconfissero l'Inghilterra per 7 a 6.
Nel 1992 si tenne la terza edizione a Santiago del Cile, che vide l'Argentina riconquistare il titolo di Campione del mondo nel match finale contro i padroni di casa cileni sui campi del Club de Polo y Equitación San Cristóbal. Il quarto campionato mondiale si svolse nel 1995 a Sankt Moritz, in Svizzera, e significò il primo titolo per la Nazionale brasiliana.
Nel 1998 al Santa Barbara Polo & Racquet Club, Stati Uniti, gli argentini superarono il Brasile in finale, sollevando la terza coppa mondiale. James Easton, un membro del Comitato Olimpico Internazionale, ha consegnato alla rappresentativa argentina un trofeo simile a quelli  olimpici dei primi Giochi.
La sesta edizione ebbe luogo a Melbourne, in Australia, nel 2001. Il Brasile alzò il secondo titolo superando in finale una Nazionale australiana mai doma. Quattro anni dopo, nella città francese di Chantilly, i brasiliani vinsero nuovamente mantenendo il titolo conquistato nell'edizione precedente.
Nel 2008 a Città del Messico, il Cile riuscì a porre fine all'egemonia brasiliana sconfiggendo proprio quest'ultimi nella finale col punteggio di 13-11. Nel 2011 il campionato tornò all'Argentina che batté il Brasile nella località di Estancia Grande, Provincia di San Luis, raggiungendo il quarto titolo. Il 2015, nuovamente a Santiago del Cile, vide trionfare per la seconda volta i padroni di casa. Nel 2017 il cileni campioni in carica dovettero nuovamente abdicare all'Argentina, che si fregiò del quinto titolo mondiale. Nel 2022, la XII edizione del mondiale di polo, si è svolta a Wellington negli USA, dove la Spagna ha conquistato il titolo mondiale, battendo la squadra di casa in finale.

## Formula
La formula attualmente in vigore prevede che si classifichino otto squadre per il Campionato mondiale; due squadre vengono automaticamente qualificate alla competizione: la prima è la nazionale campione in carica che si è aggiudicata l'ultima edizione e la seconda è la rappresentativa del Paese ospitante.
Le restanti sei squadre si qualificano nelle rispettive zone continentali:
- Zona A: America del Nord;
- Zona B: America meridionale;
- Zona C: Europa;
- Zona D: Asia Pacifica;
- Zona E: Subcontinente indiano, Africa e Medio Oriente.

Prima dell'inizio del torneo le nazionali vengono sorteggiate all'interno di due distinti gironi all'italiana. I vincitori di ogni girone si affrontano nella finale per il titolo, mentre i secondi classificati si incontrano nella finale per il terzo posto.
Antecedentemente, diverse edizioni del mondiale sono state disputate con 6, 9 o 10 nazionali partecipanti.
Le rappresentative partecipanti devono avere un handicap massimo di 14 gol, somma degli handicap dei rispettivi giocatori valutati e classificati nel ranking FIP.

## Edizioni
| Edizione      | Sede                                 |             | Finale    | Finale      | Finale      |           | Finale terzo e quarto posto | Finale terzo e quarto posto | Finale terzo e quarto posto | Numero di squadre |
| Edizione      | Sede                                 | Vincitore   | Risultato | 2º posto    | 3º posto    | Risultato | 4º posto                    |                             |                             | Numero di squadre |
| 1987 Dettagli | Buenos Aires, Argentina              | Argentina   | 14 – 14   | Messico     | Brasile     | —         | Spagna                      | 5                           |                             |                   |
| 1989 Dettagli | Berlino, Germania                    | Stati Uniti | 7 – 6     | Inghilterra | Argentina   | —         | Cile                        | 8                           |                             |                   |
| 1992 Dettagli | Santiago del Cile, Cile              | Argentina   | 12 – 7    | Cile        | Inghilterra | 10 – 9    | Stati Uniti                 | 6                           |                             |                   |
| 1995 Dettagli | St. Mortiz, Svizzera                 | Brasile     | 11 – 10   | Argentina   | Messico     | 11 – 10   | Inghilterra                 | 6                           |                             |                   |
| 1998 Dettagli | Santa Barbara, Stati Uniti d'America | Argentina   | 13 – 8    | Brasile     | Inghilterra | 11 – 8    | Stati Uniti                 | 6                           |                             |                   |
| 2001 Dettagli | Melbourne, Australia                 | Brasile     | 10 – 9    | Australia   | Argentina   | 12 – 8    | Inghilterra                 | 8                           |                             |                   |
| 2004 Dettagli | Chantilly, Francia                   | Brasile     | 10 – 9    | Inghilterra | Cile        | 12 – 7    | Francia                     | 9                           |                             |                   |
| 2008 Dettagli | Città del Messico, Messico           | Cile        | 13 – 11   | Brasile     | Messico     | 13 – 12   | Spagna                      | 8                           |                             |                   |
| 2011 Dettagli | Estancia Grande, Argentina           | Argentina   | 12 – 11   | Brasile     | Italia      | 9 – 7     | Inghilterra                 | 10                          |                             |                   |
| 2015 Dettagli | Santiago del Cile, Cile              | Cile        | 12 – 11   | Stati Uniti | Brasile     | 14 – 12   | Inghilterra                 | 6                           |                             |                   |
| 2017 Dettagli | Sydney, Australia                    | Argentina   | 8 – 7     | Cile        | Inghilterra | 6 – 5     | Stati Uniti                 | 8                           |                             |                   |
| 2022 Dettagli | Wellington, Stati Uniti d'America    |             | Spagna    | 11 – 10     | Stati Uniti |           | Uruguay                     | 9 – 7,5                     | Argentina                   | 8                 |

## Medagliere
Aggiornato all'edizione 2017.
| Squadra       | Vincitore | Secondo posto | Terzo Posto | Tot. Podi | Edizioni Vincenti             | Partecipazioni |
| ------------- | --------- | ------------- | ----------- | --------- | ----------------------------- | -------------- |
| Argentina     | 5         | 1             | 2           | 8         | 1987, 1992, 1998, 2011 e 2017 | 11             |
| Brasile       | 3         | 3             | 2           | 8         | 1995, 2001 e 2004             | 8              |
| Cile          | 2         | 2             | 1           | 5         | 2008 e 2015                   | 7              |
| Stati Uniti   | 1         | 2             | -           | 2         | 1989                          | 9              |
| Spagna        | 1         | -             | -           | 1         | 2022                          | 4              |
| Inghilterra   | -         | 2             | 3           | 5         | -                             | 10             |
| Messico       | -         | 1             | 2           | 3         | -                             | 7              |
| Australia     | -         | 1             | -           | 1         | -                             | 8              |
| Italia        | -         | -             | 1           | 1         | -                             | 3              |
| Uruguay       | -         | -             | 1           | 1         |                               | 1              |
| Francia       | -         | -             | -           | -         | -                             | 2              |
| India         | -         | -             | -           | -         | -                             | 4              |
| Pakistan      | -         | -             | -           | -         | -                             | 4              |
| Svizzera      | -         | -             | -           | -         | -                             | 2              |
| Guatemala     | -         | -             | -           | -         | -                             | 2              |
| Canada        | -         | -             | -           | -         | -                             | 2              |
| Nuova Zelanda | -         | -             | -           | -         | -                             | 2              |
| Germania      | -         | -             | -           | -         | -                             | 1              |
| Sudafrica     | -         | -             | -           | -         | -                             | 1              |